# بنك ملي أفغاني
كان بنك ملي أفغاني (BMA) أول مؤسسة مالية في أفغانستان، افتتح في عام 1933 من قبل رجل الأعمال الهيراتي عبد المجيد زابولي. تم تأسيسه كشراكة بين القطاعين العام والخاص، مع حصة 72 في المئة من قبل القطاع الخاص. كان له دور أساسي في تقديم الخدمات المصرفية الرسمية للشعب والحكومة.
في عام 1976، تم تأميمه بالكامل من قبل حكومة أفغانستان. لديه 15 فرعًا في مدينة كابول، إلى جانب 21 فرعًا محليًا.